# Daszdordżijn Nacagdordż
Daszdordżijn Nacagdordż (mong. Дашдоржийн Нацагдорж; ur. 1906 w somonie Bajandelger, zm. 13 lipca 1937 w Ułan Bator) – mongolski pisarz, poeta, działacz komunistyczny. Autor sztuk teatralnych, wierszy, opowiadań oraz libretta do pierwszej mongolskiej opery.
Uważany za najwybitniejszego poetę mongolskiego. Największą popularność zdobył jego wiersz, pt. Moja ojczyzna (Миний нутаг, Minij nutag).